# Night Swim
Pour l’article homonyme, voir Night Swim (film).
 (août 2018).
Si vous disposez d'ouvrages ou d'articles de référence ou si vous connaissez des sites web de qualité traitant du thème abordé ici, merci de compléter l'article en donnant les références utiles à sa vérifiabilité et en les liant à la section « Notes et références ».
Night Swim est le premier album studio de l'auteur-compositeur-interprète australien Josef Salvat. 
Il est publié pour la première fois en France le 23 octobre 2015 par Columbia Records. Une édition mondiale améliorée de l'album sort le 19 février 2016.

## Liste des pistes
no  - Titre - Durée
1. Open Season - 4:03
2. Hustler - 3:54
3. Punch Line - 5:01
4. Till I Found You - 4:08
5. Constats Runners - 3:44
6. Night Swim - 5:05
7. Closer - 3:10
8. Shoot and Run - 4:23
9. The Days - 3:44
10. Paradise - 3:48
11. A Better World - 3:41
12. Diamonds - 4:01
13. Week-end à Rome - 4:07

Durée Total : 52:56

## Crédit et personnel
- Josef Salvat -  voix, composition, production supplémentaire
- Rich Cooper - production
- Ben Mclusky - co-production
- Will Purton - co-production
- Mat Maitland - photographie

## Charts
| Classement (2017)            | Meilleur position |
| ---------------------------- | ----------------- |
| Belgique (Ultratop Flanders) | 169               |
| Belgique (Ultratop Wallonie) | 31                |
| France (SNEP)                | 23                |
| Écosse (OCC)                 | 87                |